# Aino Aalto
Aino Maria Marsio-Aalto, geboortenaam Aino Mandelin (Helsinki, 25 januari 1894 – aldaar, 13 januari 1949), was een Finse architect en ontwerpster. Zij trouwde met de architect Alvar Aalto in 1924 en werkten nauw samen aan diverse ontwerpen. In 1935 stichtten zij samen het ontwerpbureau Artek, een firma die glas, textiel en meubelen verkocht, en in 2005 is gefuseerd met Iittala.

## Biografie
Aino Aalto studeerde architectuur aan de Technische Universiteit Helsinki. In 1920 studeerde ze af als architect, samen met onder andere de mede-succesvolle architecte Salme Setälä. Na haar afstuderen ging ze werken voor diverse architecten waaronder Oiva Kallio. In 1924 stapte ze over naar het kantoor van Alvar Aalto, die ze eerder al tijdens haar opleiding had ontmoet. In 1925 trouwde Aino en Alvar met elkaar en verhuisde hun kantoor in 1927 naar Turku. Daar begon het echtpaar samen te werken met architect Erik Bryggman. In 1933 verhuisde ze samen met hun kantoor naar Helsinki (Villa Aalto) en in 1935 richtte het echtpaar het ontwerpbureau Artek op. Aino begon als hoofdontwerper en werd later algemeen directeur van het bureau. Ze werkte voor Artek tot aan haar dood, ze stierf aan kanker, in 1949.

## Werk

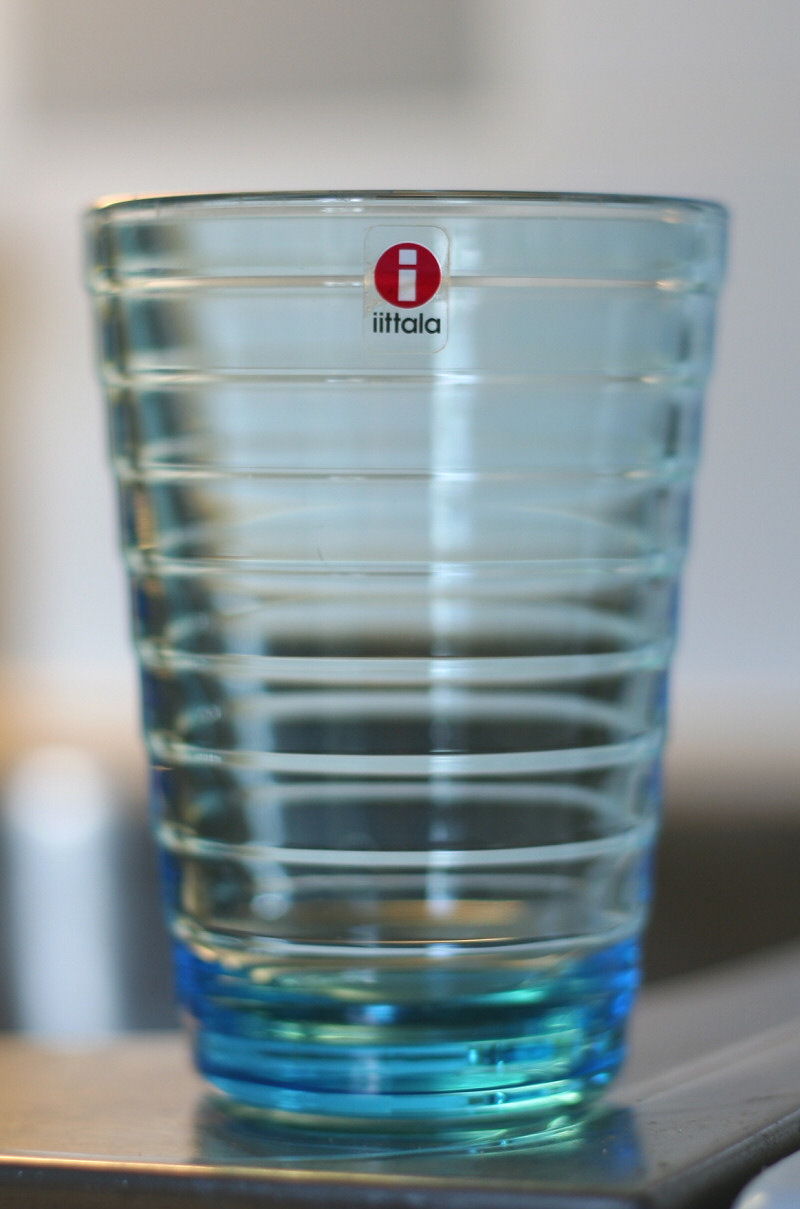
Drinkglas Bölgeblick

De bijdrage van Aino aan de ontwerpen die zijn toegeschreven aan Alvar Aalto op het gebied van de architectuur is nooit specifiek vastgesteld en/of geverifieerd. Hun vroege werken waren meestal kleinschalige gebouwen, ontworpen in de stijl van het Noords classicisme. Het ontwerp van hun eigen vakantiehuis Villa Flora uit 1926 is volledig aan Aino toegeschreven. Op het gebied van ontwerpen legde Aino zich meer toe op het ontwerpen van interieurs (zoals in de Villa Mairea), meubels en gebruiksvoorwerpen. In opdracht van het Finse bedrijf Iittala, gespecialiseerd in huishoudelijke voorwerpen, ontwierp Aino divers glaswerk.  Haar beroemde glasontwerp serie Bölgeblick werd in 1936 bekroond met een gouden medaille op de Triennale in Milaan. Het ontwerp is nog steeds te koop en heeft andere bedrijven, zoals IKEA, geïnspireerd tot het maken van kopieën.
Samen met Alvar werkte ze ook aan het ontwerp van de beroemde Savoy Vaas uit 1936, een iconische ontwerp van het Finse design.

## Erkenning
Het werk van Aino werd vaak afgemeten aan de prestaties van haar man en ze liet het vaak passeren als Alvar de erkenning kreeg voor hun gezamenlijke projecten.
In 2004 werd er door het Alvar Aalto-museum een tentoonstelling over haar levenswerk gehouden en verscheen er over haar een monografie.